# Prążki anizotropowe
Prążki anizotropowe – fragment sarkomeru, zawierający włókno miozynowe. W praktyce nazywany jest prążkiem "A" lub prążkiem ciemnym. Nazwa "prążek ciemny" nie jest przypadkowa, gdyż włókna miozynowe nakładają się po części na aktynowe tworząc podwójną warstwę, która utrudnia przejście światła. W preparacie mikroskopowym (zjawisko to można zaobserwować tylko przy użyciu mikroskopu elektronowego) wyraźnie widać ciemniejsze zabarwienie prążka. 
W prążku "A" możemy wyróżnić również prążek "H" - jest to obszar lekkiego przejaśnienia (praktycznie niewidocznego) spowodowany przerwaniem włókna aktynowego.